# NGC 2937
NGC 2937 (другие обозначения — UGC 5131, MCG 1-25-6, ZWG 35.15, ARP 142, VV 316, NPM1G +02.0225, PGC 27423) — эллиптическая галактика (E) в созвездии Гидра.
Этот объект входит в число перечисленных в оригинальной редакции «Нового общего каталога».
Образует пару с галактикой NGC 2936. В то время как структура NGC 2936 оказалась существенно нарушена в результате взаимодействия, NGC 2937 в целом сохранила свою форму. В NGC 2937 наблюдаются неконцентрические изофоты, а также слабое изменение профиля поверхностной яркости.